# 洛帕京山 (南极洲)
洛帕京山（英語：Mount Lopatin），是南極洲的山峰，位於維多利亞地的博克格雷溫克海岸，處於里多爾斯山東南面11公里，屬於勝利山脈的一部分，海拔高度2,670米，美國地質調查局根據測量和美國海軍拍攝的空中照片繪入地圖，現時由南極條約體系管理。